# Apamea lithoxylaea
Apamea lithoxylaea là một loài bướm đêm thuộc họ Noctuidae. Loài này phân bố ở khắp châu Âu.
Loài này có sải cánh khoảng 43–50 mm. This moth flies at night từ tháng 6 đến tháng 8 và is attracted to light và sugar.
Usually single brooded từ tháng 6 đến giữa tháng 8. Sometimes a partial second brood vào tháng 9 đến tháng 11.
Ấu trùng ăn various cỏ, especially the stems và roots.

## Hình ảnh

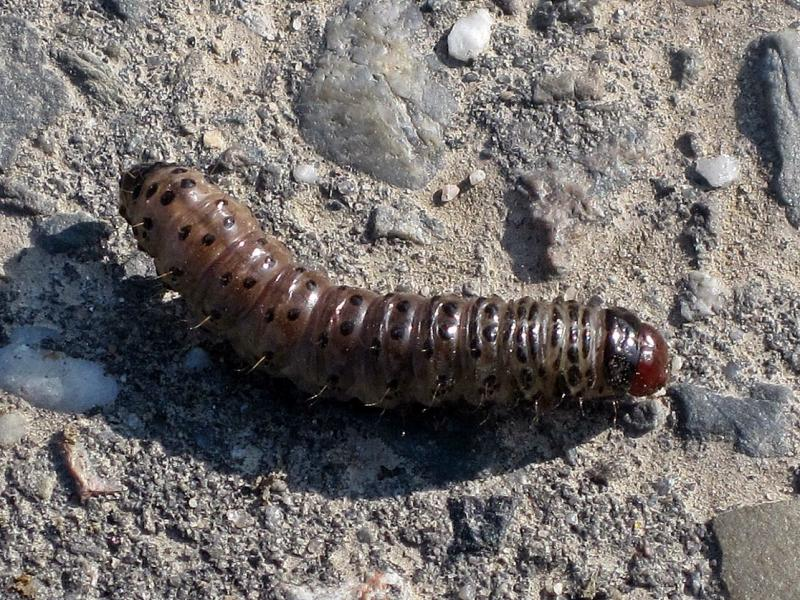
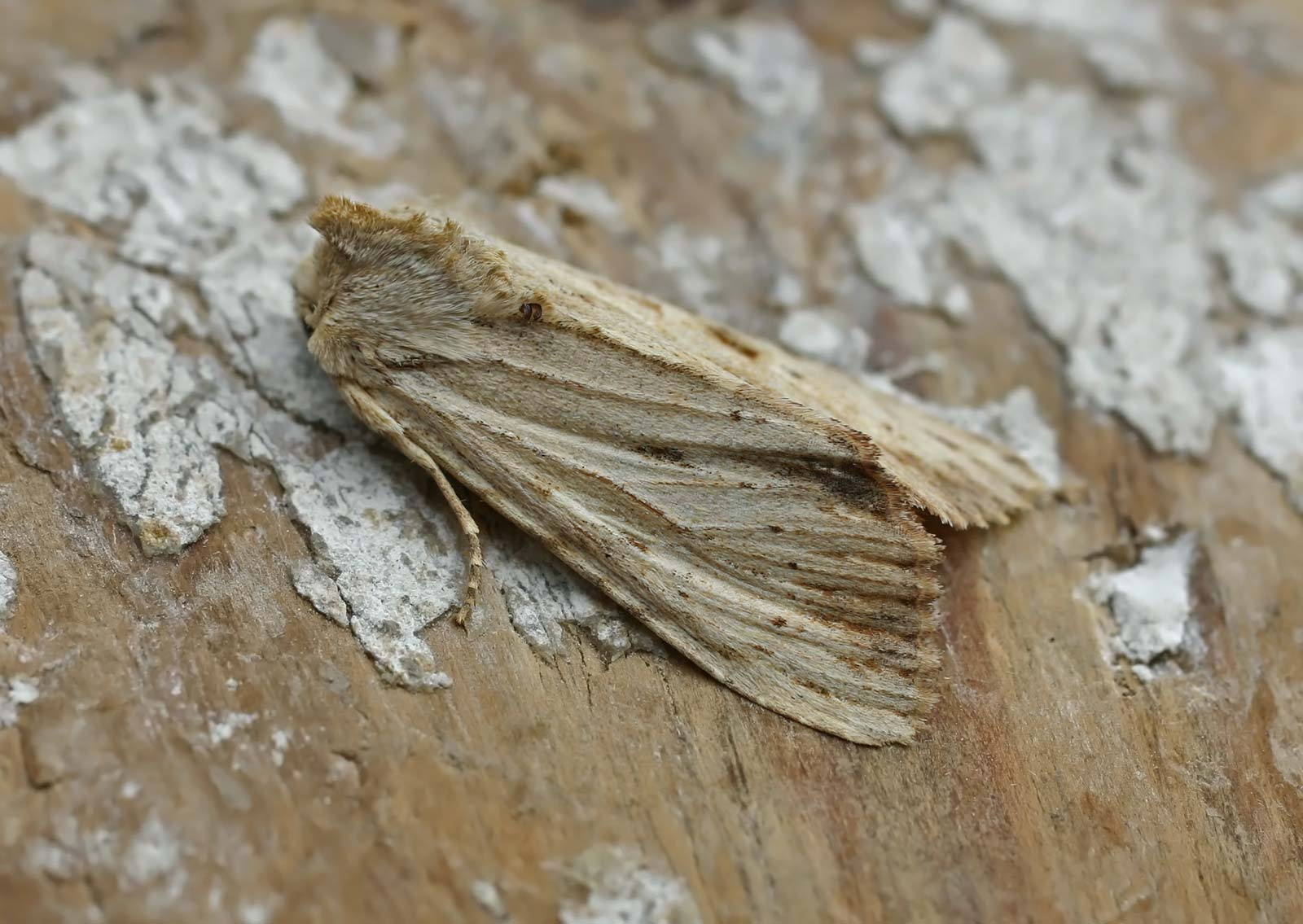
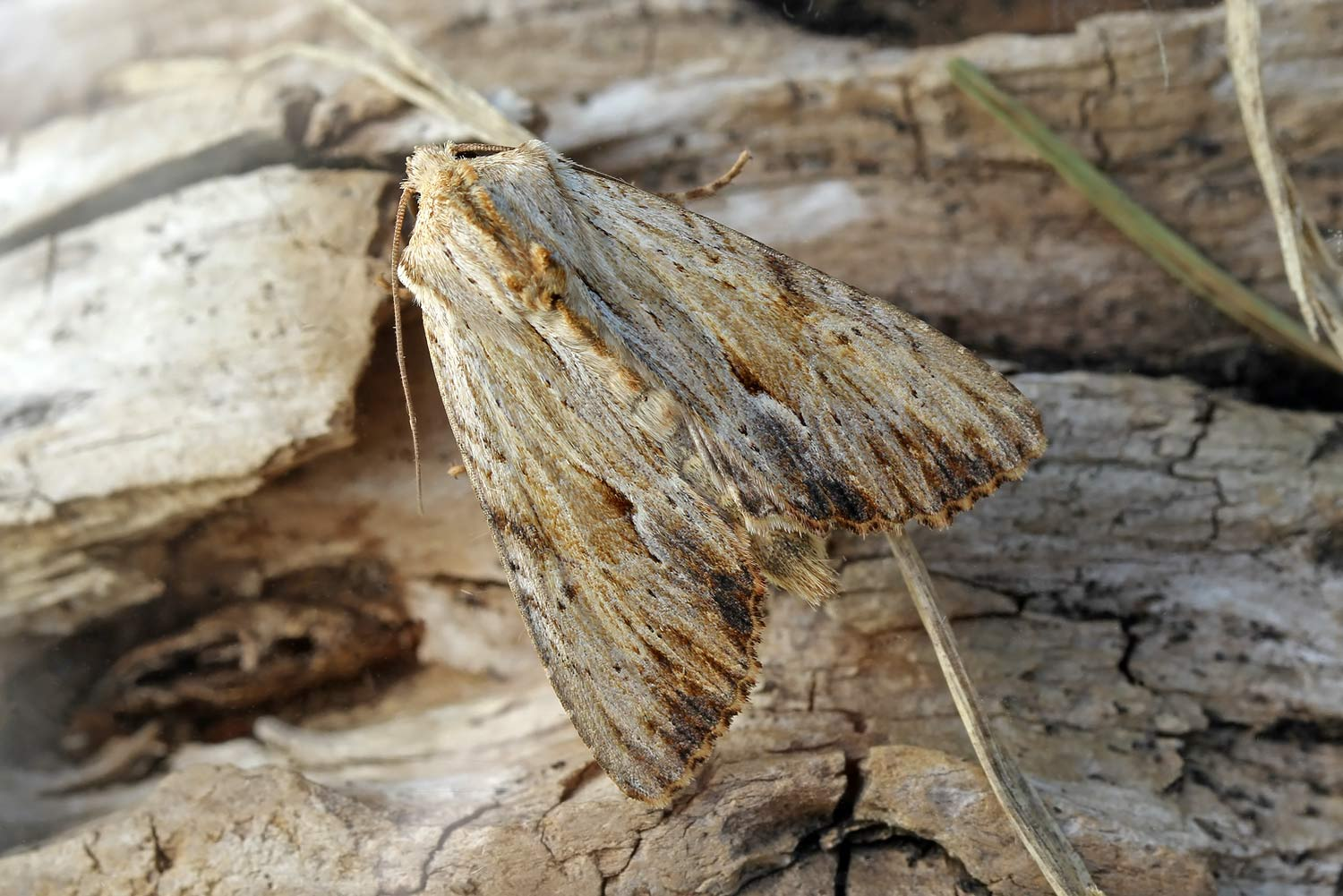
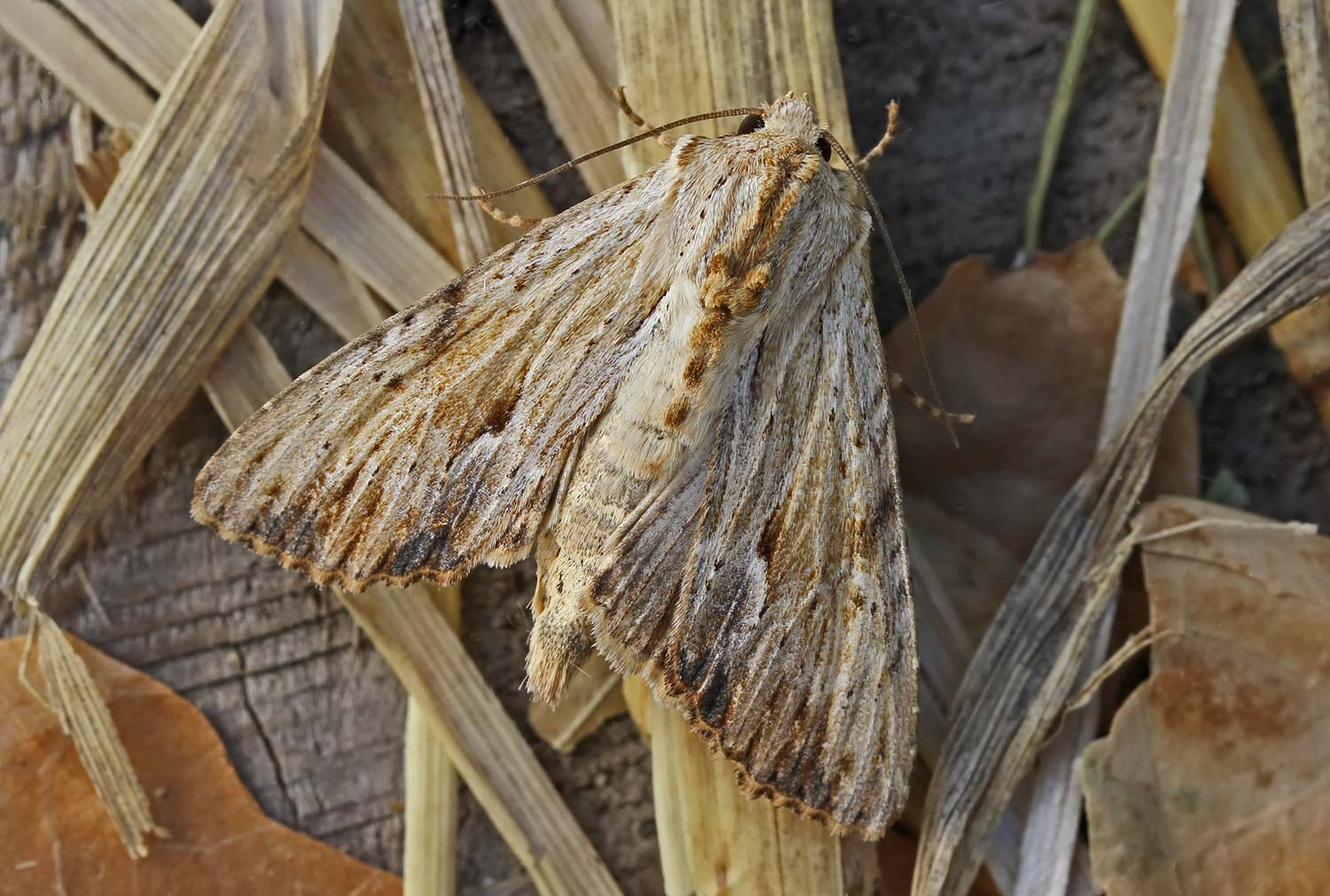